# Claude-Alexandre Ysabeau
Claude-Alexandre Ysabeau, né le 14 juillet 1754 à Gien (généralité d'Orléans, actuel département du Loiret), mort le 31 mars 1831 dans l'ancien 8e arrondissement de Paris, est un homme politique de la Révolution française.

## Biographie

### Famille
Son père François Ysabeau est « maître en chirurgie » et sa mère est Marie-Suzanne Bardou. Son frère aîné Jean-François Ysabeau, né en 1753, « chirurgien en chef de l'hospice civil et militaire de Gien », est élevé au rang de chevalier de l'Ordre de la Légion d'Honneur en 1821.
Son fils, Alexandre Fréderic Victor Ysabeau, né en 1800 à Rouen (département de Seine-Maritime), mort à 1873 à Paris dans le 13e arrondissement, devient médecin et proche des idées fouriéristes.

### Sous l'Ancien Régime
Claude-Alexandre Ysabeau effectue ses études secondaires au sein de la congrégation de l'Oratoire. Il est préfet des études à l'École militaire de Vendôme, puis au collège de Tours. En 1791, il prête le serment de la constitution civile du clergé et devient curé de la basilique de Saint-Martin-de-Tours, puis vicaire général de l'évêque de l'Indre-et-Loire.

### Mandat à la Convention
La monarchie constitutionnelle, mise en application par la constitution du 3 septembre 1791, prend fin à l'issue de la journée du 10 août 1792 : les bataillons de fédérés bretons et marseillais et les insurgés des faubourgs de Paris prennent le palais des Tuileries. Louis XVI est suspendu et incarcéré, avec sa famille, à la tour du Temple.
En septembre 1792, Claude-Alexandre Ysabeau est élu député du département d'Indre-et-Loire, le septième sur huit, à la Convention nationale.
Il siège sur les bancs de la Montagne. Lors du procès de Louis XVI, il vote la mort, et rejette l'appel au peuple et le sursis à l'exécution de la peine. Le 13 avril 1793, il est absent lors du scrutin sur la mise en accusation de Jean-Paul Marat. Le 28 mai, il est également absent lors du scrutin sur le rétablissement de la Commission des Douze.

#### Le représentant en mission
Le 9 mars 1793, Ysabeau est envoyé en mission aux côtés d’Étienne Neveu (député des Basses-Pyrénées) dans les départements des Hautes-Pyrénées et des Basses-Pyrénées afin d'y accélérer la levée en masse.
Le 12 avril, il est envoyé aux côtés de Guillaume Chaudron-Rousseau (député de la Haute-Marne), de Jean-Bertrand Féraud (député des Hautes-Pyrénées) et de Pierre-Anselme Garrau (député de la Gironde) auprès de l'armée des Pyrénées occidentales. Au cours de sa mission, Ysabeau annonce, dans une lettre lue à la Convention, qu'il renonce à ses fonctions ecclésiastiques.
Le 9 nivôse an II (le 29 décembre 1793), aux côtés de Joseph Lakanal (député de l'Ariège) et de Jean-Lambert Tallien (député de Seine-et-Oise), il est envoyé dans les départements du « Bec-d'Ambès » et de la Dordogne afin d'y organiser le gouvernement révolutionnaire. Au cours de leur mission, ils arrêtent Jean Birotteau (député des Pyrénées-Orientales) et Jean-Marie Girey-Dupré, journaliste proche des girondins, ainsi que Jean-Antoine Grangeneuve.
Après la chute de Robespierre, Ysabeau est élu membre du Comité de sûreté générale le 15 ventôse an III (le 5 mars 1795).

### Mandat aux Anciens
Sous le Directoire, en vendémiaire an IV (octobre 1795), Claude-Alexandre Ysabeau est réélu député et siège au Conseil des Anciens.
Le 1er floréal an V (le 20 avril 1796), il est élu secrétaire aux côtés de Jean-Aimé de Lacoste, de Claude Larmagnac, et de Jean-Baptiste Marragon sous la présidence de Jean-Barthélemy Le Couteulx. Il est tiré au sort pour quitter le Conseil le 1er prairial an VI (le 20 mai 1798).
Sous le Consulat et le Premier Empire, Ysabeau devient inspecteur des services postaux à Paris. Il est révoqué lors de la Première Restauration et réintégré dans ses fonctions lors des Cent-Jours.
Lors de la Seconde Restauration, Ysabeau est visé par la loi du 12 janvier 1816 contre les régicides qui ont soutenu Napoléon Ier. Il s'exile en Belgique à Mons puis à Vilvorde. En 1818, il rencontre Thomas Gray (en), le pionnier de l'infrastructure ferroviaire britannique qui lui remet le résultat de ses études afin qu'un tel système soit déployé en France.
Malgré maintes demandes, il ne peut obtenir l'autorisation de rentrer en France et la Révolution de 1830 fait cesser son exil une année avant sa mort.
Il est inhumé à la 37e division du cimetière du Père-Lachaise.